# Scat
Als Scat oder Scatting, auch scat singing, bezeichnet man eine spezielle Form des Gesangs im US-amerikanischen Gospel und im Jazzgesang, die ein improvisiertes Singen von rhythmisch und melodisch aneinandergereihten Silbenfolgen ohne Wortbedeutung und ohne zusammenhängenden Sinn bezeichnet; mit den Silben und Wortfragmenten werden lautmalerisch instrumentale Phrasen nachgeahmt, beispielsweise Elemente aus dem Instrumentalstil der umgebenden Musiker. Die exakte Ausformung und Klanggestalt der Silbenfolgen wird vom Musiker weitgehend spontan improvisiert und die Stimme nicht zusätzlich zur Übermittlung von Sinninhalten, sondern allein als Instrument benutzt.

## Entwicklung
Der Ursprung dieser Form des Gesangs ist nicht bekannt. Louis Armstrong behauptete zwar, den Scat-Gesang 1926 bei der Aufnahme des Titels Heebie Jeebies mit seiner Hot Five erfunden zu haben; ihm sei bei der Aufnahme versehentlich das Notenblatt mit dem Text auf den Boden gefallen (und damals – siehe Schallplatte#Entstehung der Schallplattenindustrie ab 1900 – wurden Musikaufnahmen für Schallplatten noch ohne Schnitt bei der Tonaufnahme „in einem Stück“ direkt auf einen Wachsrohling aufgenommen, eine Wiederholung wäre zu teuer gekommen), worauf er folgende Wortfetzen improvisierte:

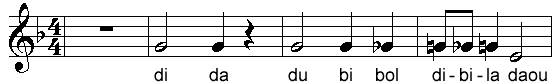
Notenbeispiel aus Louis Armstrongs Heebie Jeebies (1926) – Scat-Silben: di da du bi bol di-bi-la daou

Allerdings nahm bereits 1924 Don Redman mit der Band von Fletcher Henderson den ersten, noch etwas unbeholfenen Scat-Gesang der Jazzgeschichte („My Papa Doesn't Two-Time No Time“) auf. Auch zeigen Aufnahmen von Bands um Adrian Rollini wie die The Little Ramblers in Hard Hearted Hannah vom 13. August 1924 oder The Goofus Five in dem Stück Go Emaline vom 24. September 1924, dass schon vor Armstrongs Aufnahme von 1926 Scat Bestandteil von Jazzmusik war. Bereits zuvor hatte Cliff Edwards 1922 mehrere Aufnahmen (wie Nobody oder Homesick) gemacht, auf denen er Scat-artig improvisierte; schon 1911 hatte der Vaudeville-Künstler Gene Greene mit King of the Bungaloos eine erste Aufnahme mit Scat vorgelegt. 1928 scattete Gertrude Baby Cox auf Duke Ellingtons „The Mooche“ sehr wirkungsvoll.
Scat-Gesang erleichtert die Vokalimprovisation im Jazz-Gesang, denn dabei wird die Hauptmelodie durch weitere Töne erweitert oder variiert, für die kein Text vorrätig ist. Die Mitverwendung von Konsonanten ergibt – im Gegensatz zu einer klassischen Koloratur – eine Ähnlichkeit mit Rhythmusinstrumenten, um damit sogenannten „Drive“ (eine zeitliche Synkope, die rhythmische Spannung und den sogenannten „Swing“-Rhythmus erzeugt) hervorzurufen.
Scat-Gesang war darum besonders in der Swing- und Bebop-Ära verbreitet und wurde in der Cool-Jazz- und Hardbop-Periode weiter kultiviert. Typische und erfolgreiche Scat-Songs aus dieser Zeit sind beispielsweise How High the Moon und Lullaby of Birdland aus dem Repertoire von Ella Fitzgerald und Sarah Vaughan.
Auch Paul McCartney, der Ella Fitzgerald als die größte Scatterin bezeichnete, nahm Ende der 1970er Jahre Check My Machine (1980 auf der B-Seite der Single Waterfalls veröffentlicht) in der Tradition des Scatting auf.
Ein bekanntes Beispiel ist auch Cab Calloway mit seinem Stück Minnie the Moocher (1931). In dem Refrain gibt es sowohl einfache („Hidi Hidi Hidi Ho“) Silbenspiele als auch sehr schnelle und kaum mehr verständliche Kombinationen.
Besonders eng verbunden mit dem Scat-Gesang war auch Al Jarreau, der Instrumente mit seiner Stimme täuschend echt imitieren konnte und daher gelegentlich auch als „Mann mit dem Orchester in der Kehle“ apostrophiert wurde. Die Jazzpianistin Aziza Mustafa Zadeh fusionierte in den 1990er Jahren Scat-Gesang mit aserbaidschanischem Mugham und klassischen Elementen.
Ein weiteres bekanntes Scat-Beispiel ist „Doo be doo be doo“, womit Frank Sinatra das Lied Strangers in the Night ausklingen ließ.
Im weitesten Sinn sind auch Vocal Percussion und Beatboxing, bei denen Rhythmusinstrumente mit der Stimme nachgeahmt werden, Varianten bzw. Weiterentwicklungen des Scat-Gesangs, A-cappella-Gesang bedeutete ursprünglich ebenso die Nachahmung von Instrumenten durch die menschliche Stimme, also Gesang ohne Text. „Hollarretidijia“-Jodeln mit Konsonanten wäre eine europäische Wurzel, bei der ebenfalls ohne Text gesungen wird.
Scat-Gesang und Rap haben etwa die gleichen Wurzeln; amerikanische Radio-DJs griffen diesen Sprechgesang später auf und entwickelten daraus eine frühe Form des Rap (siehe auch Hip-Hop); ein typisches Beispiel dafür ist ein Text des DJs Dr Hep Cat:
If you want to hip to the tip and bop to the top,
You get some mad threads that just won’t stop.

## Typische Vertreter (in alphabetischer Reihenfolge)
- Louis Armstrong – z. B. Heebie Jeebies (1926)
- George Benson
- Dee Dee Bridgewater
- Cab Calloway – Trickeration, Between the Devil And the Deep Blue Sea (frühe dreißiger Jahre)
- Bing Crosby –   Some of These Days (1932)
- Sammy Davis Jr. – z. B. Love Me or Leave Me
- Urszula Dudziak
- Cliff Edwards
- Kurt Elling – z. B. Nature Boy (2003)
- Ella Fitzgerald – z. B. How High the Moon, Flying Home, Oh Lady Be Good
- Dizzy Gillespie –   Oop Bop Sh’Bam
- Eddie Harris – z. B. Come on Down
- Ruth Hohmann – bekannteste (ost-)deutsche Vertreterin
- Al Jarreau
- Ulita Knaus
- Bobby McFerrin
- Mark Murphy – z. B. Bebop Lives, Stolen Moments
- Lauren Newton
- Dianne Reeves
- Scatman John – z. B. Scatman (Ski-Ba-Bop-Ba-Dop-Bop) (1994), Scatman’s World (1995)
- The Swingle Singers – als A-cappella-Chor bzw. -Oktett mit Chorsätzen über Werke von Bach und Mozart (1960er-Jahre)
- Caterina Valente
- Sarah Vaughan – z. B. Lullaby of Birdland
- Leo Watson –   It’s the Tune That Counts (1939)
- Aziza Mustafa Zadeh – z. B. Scrapple from the Apple (1997)